# 林達民

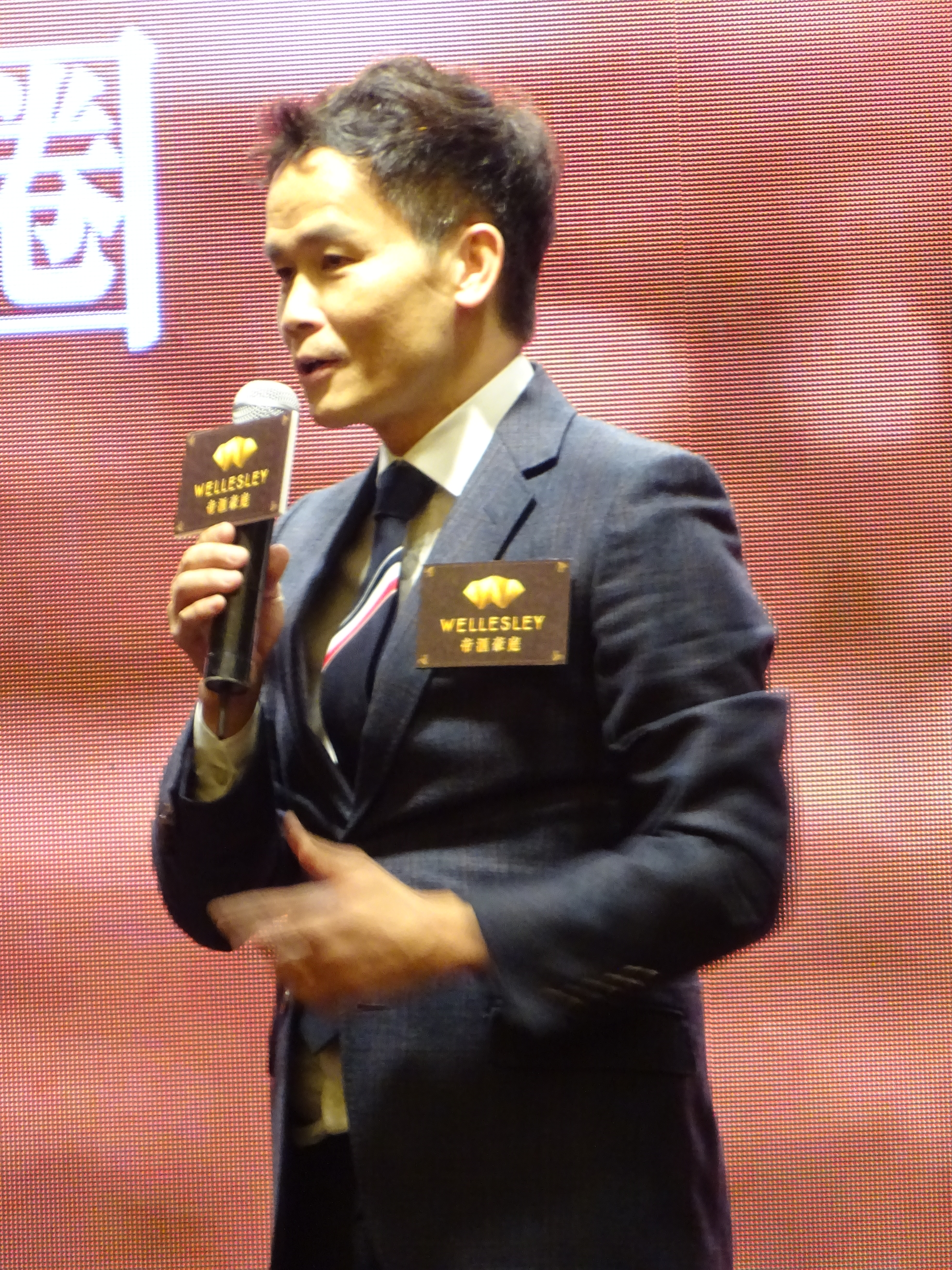
林達民

林達民（Thomas Lam Tat-man），50餘歲，鄺美雲前男友。恒基兆業地產營業部總經理，1983年加入，28年物業銷售策劃經驗，業界享盛名。澳洲悉尼科技大學工程管理學碩士學位，香港理工大學管理學文憑，香港地產行政師學會普通會員，香港市務學會行政人員會士，人脈廣。恒基發佈會多數有他。
- 林達民 （页面存档备份，存于）
- 林達民 走入市場恒基更上層樓